# Daniel Wu
Daniel Wu Yin-cho (en chino: 吴彦祖, pinyin: Wú Yànzǔ, en inglés: Daniel Wu; Berkeley, California, 30 de septiembre de 1974) es un actor chino nacido en Estados Unidos. Desde su debut cinematográfico en 1998, ha aparecido en más de sesenta películas. Ganador de tres premios Golden Horse, también protagonizó la serie dramática de artes marciales de AMC Into the Badlands y la comedia de acción wuxia de Disney+ American Born Chinese.

## Biografía
Es hijo de George y Diana (padres emigrantes de Shanghái, República Popular China), tiene dos hermanas mayores Greta y Gloria.
Wu se interesó por las artes marciales cuando vio a Jet Li en El templo Shaolin y a Donnie Yen en Iron Monkey, por lo que empezó a estudiar wushu a los 11 años. Su modelo de la infancia fue Jackie Chan, que ahora considera a Wu «como un hijo». Wu estudió en la escuela Head-Royce de Oakland (California) y más tarde se especializó en arquitectura en la Universidad de Oregón. Wu también asistió a un programa de verano de arquitectura en SCI-Arc y trabajó para el arquitecto Michael Rotondi. Durante su estancia en Oregón, fundó el Club de Wushu de la Universidad de Oregón en 1994 y fue el primer entrenador del equipo. En esa época, Wu asistió a clases de cine y frecuentó los teatros locales, y llegó a disfrutar con las obras de cineastas como Akira Kurosawa y Luc Besson, a los que describe como «hombres de visión».
Salió con la actriz estadounidense Maggie Q, sin embargo la relación terminó y el 6 de abril de 2010 se casó con la modelo y actriz Lisa Selesner, más conocida como Lisa S. en Sudáfrica, la pareja le dio la bienvenida a su primera hija Raven el 2 de junio de 2013.

## Trayectoria
Tras graduarse, Wu viajó en 1997 a Hong Kong para presenciar el traspaso de Hong Kong, sin intención de emprender una carrera cinematográfica. A sugerencia de su hermana, Wu empezó a trabajar como modelo. Cuatro meses después, el director de cine Yonfan, tras ver a Wu en un anuncio de ropa, le propuso protagonizar una película.
A pesar de que en aquel momento no sabía hablar cantonés ni leer chino, Wu terminó con éxito su primera película, Yonfan's Bishonen, en 1998. Cuando Wu recibe un guion en cantonés, su ayudante lo lee entero, mientras él toma notas sobre la pronunciación. Al día siguiente del estreno de Bishonen, a Wu le ofrecieron el papel protagonista en City of Glass, de Mabel Cheung (por la que Wu fue nominado como mejor actor revelación en la 18.ª edición de los Hong Kong Film Awards) y, más tarde, un papel secundario en Young and Dangerous: The Prequel, de la serie de películas de gánsteres de Andrew Lau. Por aquel entonces, Wu conoció a Jackie Chan en la inauguración de un restaurante y rápidamente fichó por el JC Group de Chan con el agente Willie Chan.
Su gran éxito llegó en 1999 con su papel en Gen-X Cops, de Benny Chan. Tras este éxito, intervino en varias películas, como el thriller de gran presupuesto Purple Storm, la producción de arte y ensayo Peony Pavilion y la exitosa Love Undercover. En 2001, Wu recibió críticas de los medios de Hong Kong por sus escenas sexuales con Suki Kwan en Cop on a Mission, pero Wu afirma que esas mismas críticas atrajeron la atención de los directores y que la película supuso un punto de inflexión en el tipo de papeles que elegiría en el futuro.
La primera experiencia de Wu en la producción cinematográfica llegó con su papel protagonista en la película de Julian Lee Night Corridor (2003). Debido a las limitaciones presupuestarias, Wu participó en la búsqueda de financiación y en la distribución de la película, y contrató a Jun Kung para crear la banda sonora. Aunque Night Corridor trataba temas «arriesgados», Wu sentía que dependía menos de la imagen que muchos de sus compañeros, actores pop, y fue nominado como mejor actor en la 40 edición de los Golden Horse Film Awards de Taiwán por su esfuerzo. Durante 2003, Wu participó como productor y director creativo en el programa de la MTV Whatever Things! un programa de estilo Jackass emitido en Asia, en el que también participaron Sam Lee, Josie Ho, Terence Yin y otras celebridades. En 2003, Wu participó en una producción escénica de El príncipe feliz en el Teatro de Danza Edward Lam como parte del Festival de las Artes de Hong Kong, durante la cual recitó un monólogo de 16 minutos en cantonés, aprendido íntegramente del pinyin. 
En 2005, Wu fue nominado como mejor actor en la 24.ª edición de los Premios del Cine de Hong Kong por su papel en One Nite in Mongkok, de Derek Yee, y como mejor actor secundario por New Police Story. En la 41.ª edición de los Golden Horse Film Awards, Wu ganó el premio al mejor actor secundario por New Police Story. La victoria fue una sorpresa para él, porque «no pensaba tanto» en su actuación en la película.
En 2005, los medios de comunicación chinos empezaron a informar de que Wu había formado una banda de chicos, Alive, con Terence Yin, Andrew Lin y Conroy Chan. Wu y sus compañeros de banda publicaban información, actualizaciones, pensamientos personales (como críticas a Hong Kong Disneyland, de la que eran portavoces) y la música de la banda en su sitio web oficial. En 2006, Wu se estrenó como guionista y director con The Heavenly Kings, que narra la formación y las hazañas de Alive. Sin embargo, tras el estreno de la película, se reveló que The Heavenly Kings era en realidad un falso documental sobre la industria de la música pop de Hong Kong, y que Alive se construyó únicamente como un vehículo para hacer la película; los personajes de la película representaban sólo entre un 10 y un 15% de sus homólogos en la vida real y gran parte del metraje difuminaba la línea entre ficción y realidad. Wu admitió que su propia voz «apestaba mucho» y que el grupo había mejorado digitalmente sus voces para la música, con el fin de demostrar que «es fácil fingir». A pesar de algunas reacciones negativas de los medios de comunicación por la información falsa proporcionada intencionadamente en la película sobre las descargas ilegales de la música del grupo, Wu ganó el premio al mejor director novel en la 26.ª edición de los Premios de Cine de Hong Kong, un logro que calificó de «esfuerzo de grupo».
En 2011, Wu protagonizó junto a Kevin Spacey la película bilingüe Inseparables, del director Dayyan Eng, que se estrenó en el Festival Internacional de Cine de Busan y se estrenó en los cines de China y otros territorios de todo el mundo, convirtiéndose en la primera actuación de Wu en una película en inglés. En 2004 interpretó al sumo sacerdote Wei Liao en la película Chin gei bin 2: Fa tou tai kam.
De 2015 a 2019, protagonizó el papel de Sunny en la serie de acción de AMC Into the Badlands, de la que también fue productor ejecutivo.
En 2016, interpretó mediante captura de movimiento y puso voz a Gul'dan, el antagonista central de la película de acción y fantasía Warcraft, basada en la serie de videojuegos Warcraft de Blizzard Entertainment. En 2018, apareció en Tomb Raider, basada en la serie de videojuegos del mismo nombre, como el compañero de Lara Croft, el capitán Lu Ren. En 2021, apareció en Reminiscence, el debut en el largometraje de la directora Lisa Joy.

### Otras aventuras
En abril de 2007, Wu relanzó el antiguo sitio web de su banda, AliveNotDead.com, con Terence Yin y los fundadores de RottenTomatoes.com Patrick Lee y Stephen Wang, como un lugar para que cineastas, músicos y otros artistas colaboraran, establecieran contactos e interactuaran con los aficionados. Fue portavoz de Seiko y L'Oréal. Wu posó para el álbum fotográfico benéfico SuperStars de Leslie Kee y actuó en la canción del rapero Jin «HK Superstar». Wu es inversor en Racks MDB Shanghai, que abrió sus puertas en 2008.
Apareció en el video musical "His and Her Story" de la cantante de pop taiwanesa Elva Hsiao.

## Música
Junto a Andrew Lin, Terence Yin y Conroy Chi-Chung Chan creó la banda "Alive", el grupo fue creado como un vehículo para la película Sei dai tinwong, un falso documental sobre la industria de la música pop en Hong Kong basado en su experiencia.

## Filmografía

### Series de televisión
| Año             | Título            | Personaje | Notas        |
| --------------- | ----------------- | --------- | ------------ |
| 2015 - presente | Into the Badlands | Sunny     | 3 Temporadas |

### Películas
| Año  | Título                            | Personaje        | Notas |
| ---- | --------------------------------- | ---------------- | --- |
| 2018 | Tomb Raider                       | Lu Ren           | junto a Alicia Vikander, Walton Goggins, Dominic West, Hannah John-Kamen, Kristin Scott Thomas y Nick Frost  |
| 2017 | The Founding of an Army           | Hu Hanming       | junto a Liu Ye, Zhu Yawen, Huang Zhizhon, Wang Jingchun, Oho Ou, Liu Haoran y Ma Tianyu                      |
| 2016 | Warcraft                          | Gul'dan          | junto a Travis Fimmel, Rob Kazinsky, Ben Foster, Dominic Cooper, Toby Kebbell y Callum Keith Rennie          |
| 2013 | Europa Report                     | William Xu       | junto a Anamaria Marinca, Michael Nyqvist, Sharlto Copley, Christian Camargo, Embeth Davidtz y Dan Fogler    |
| 2012 | The Man with the Iron Fists       | Poison Dagger    | junto a Russell Crowe, Cung Le, Lucy Liu, Byron Mann, Rick Yune, David Bautista y Jamie Chung                |
| 2012 | Wang de Shengyan                  | Lord Yu          | junto a Ye Liu, Chen Chang, Lan Qin, Yi Sha, Yulai Lu, Siyan Huo, Dao Qi y Zeru Tao                          |
| 2012 | Tai Chi Hero                      | Monje Molesto    | junto a Xiaochao Yuan, Stephen Fung, Tony Ka Fai Leung, Shu Qi, Eddie Peng, Feng Shaofeng y Angelababy       |
| 2011 | Inseparable                       | Li               | junto a Kevin Spacey y Gong Beibi                                                                            |
| 2010 | Cheung wong chi wong              | Chong Tze-wai    | junto a Louis Koo, Charlene Choi, Bingbing Li, Chapman To y Alex Fong                                        |
| 2010 | Red Earth                         | -                | corto - junto a Grace Huang                                                                                  |
| 2010 | Chuen sing yit luen - yit lat lat | Cocinero Maestro | junto a Jacky Cheung, Nicholas Tse, René Liu, Vivian Hsu, Barbie Hsu y Angelababy Yeung                      |
| 2007 | Protégé                           | Nick             | junto a Andy Lau, Louis Koo, Jingchu Zhang, Anita Yuen y Nirut Sirichanya                                    |
| 2004 | Gung ju f. sau gei                | Ken              | junto a Gillian Chung, Höng Tao, Hin-Wai Au, Tyson Chak y Wai-Kee Cheung                                     |
| 2004 | San ging chat goo si              | Joe Kwan         | junto a Jackie Chan, Terence Yin, Nicholas Tse, Charlie Yeung, Charlene Choi, Dave Wong y Andy On            |
| 2004 | Chin gei bin 2: Fa tou tai kam    | Wei Liao         | junto a Jackie Chan, Donnie Yen, Edison Chen, Tony Ka Fai Leungc, Bo-lin Chen y Jaycee Chan                  |
| 2004 | Around the World in 80 Days       | Bak Mei          | junto a Jackie Chan, Cécile de France, Steve Coogan, Jim Broadbent, Roger Hammond, David Ryall y Kathy Bates |
| 1999 | Zi yu feng bao                    | Todd Nguyen      | junto a Kwok-Leung Gan, Emil Chau, Josie Ho, Joan Chen y Theresa Lee                                         |

### Director, escritor y productor
| Año             | Título            | Notas                             |
| --------------- | ----------------- | --------------------------------- |
| 2015 - presente | Into the Badlands | 6 episodios - productor ejecutivo |
| 2013            | Control           | productor                         |
| 2012            | Tai Chi Hero      | productor                         |
| 2009            | Ru meng           | productor asociado                |
| 2006            | Sei dai tinwong   | director, escritor y productor    |
| 2003            | Yao ye hui lang   | productor                         |

## Premios y nominaciones
| Año  | Categoría             | Premio                 | Película             | Resultado |
| ---- | --------------------- | ---------------------- | -------------------- | --------- |
| 2015 | Best Actor            | Hong Kong Film Award   | Mo jing              | Nominado  |
| 2009 | Best Leading Actor    | Golden Horse Award     | Ru meng              | Nominado  |
| 2007 | Best New Director     | Hong Kong Film Award   | Sei dai tinwong      | Ganador   |
| 2007 | Best New Director     | China Film Media Award | Sei dai tinwong      | Ganador   |
| 2005 | Best Actor            | Hong Kong Film Award   | Wong gok hak yau     | Nominado  |
| 2005 | Best Supporting Actor | Hong Kong Film Award   | San ging chat goo si | Nominado  |
| 2005 | Best Supporting Actor | Golden Rooster Award   | San ging chat goo si | Nominado  |
| 2004 | Best Supporting Actor | Golden Horse Award     | San ging chat goo si | Ganador   |
| 2003 | Best Leading Actor    | Golden Horse Award     | Yao ye hui lang      | Nominado  |
| 1999 | Best New Performer    | Hong Kong Film Award   | Boli zhi cheng       | Nominado  |